# Problema de salud
Un problema de salud es todo aquello que requiere, o puede requerir, una acción por parte del agente de salud.
El paciente expone su motivo o razón de consulta, pero es el médico quien determina si hay un problema de salud y lo diagnostica. Los problemas de salud deben ser registrados con el mayor nivel de especificidad posible en el momento del encuentro médico-paciente. Los problemas de salud atendidos pueden codificarse como: diagnósticos, signos o síntomas, temor a enfermedades, incapacidad (física o mental) o necesidades de cuidado.
En Atención Primaria de Salud los problemas de salud se codifican mediante la Clasificación Internacional de Atención Primaria.

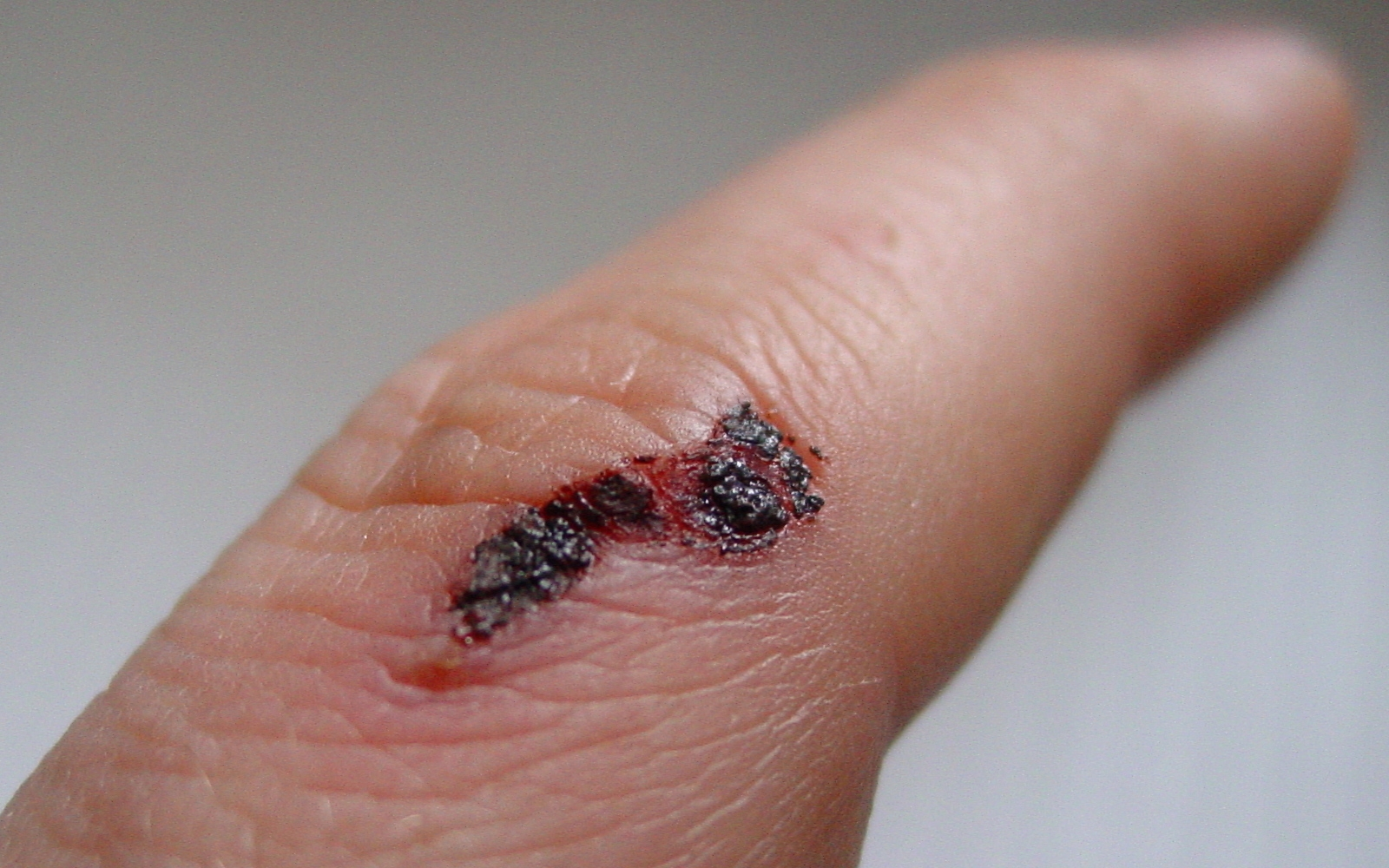

## Clasificación de los problemas de salud

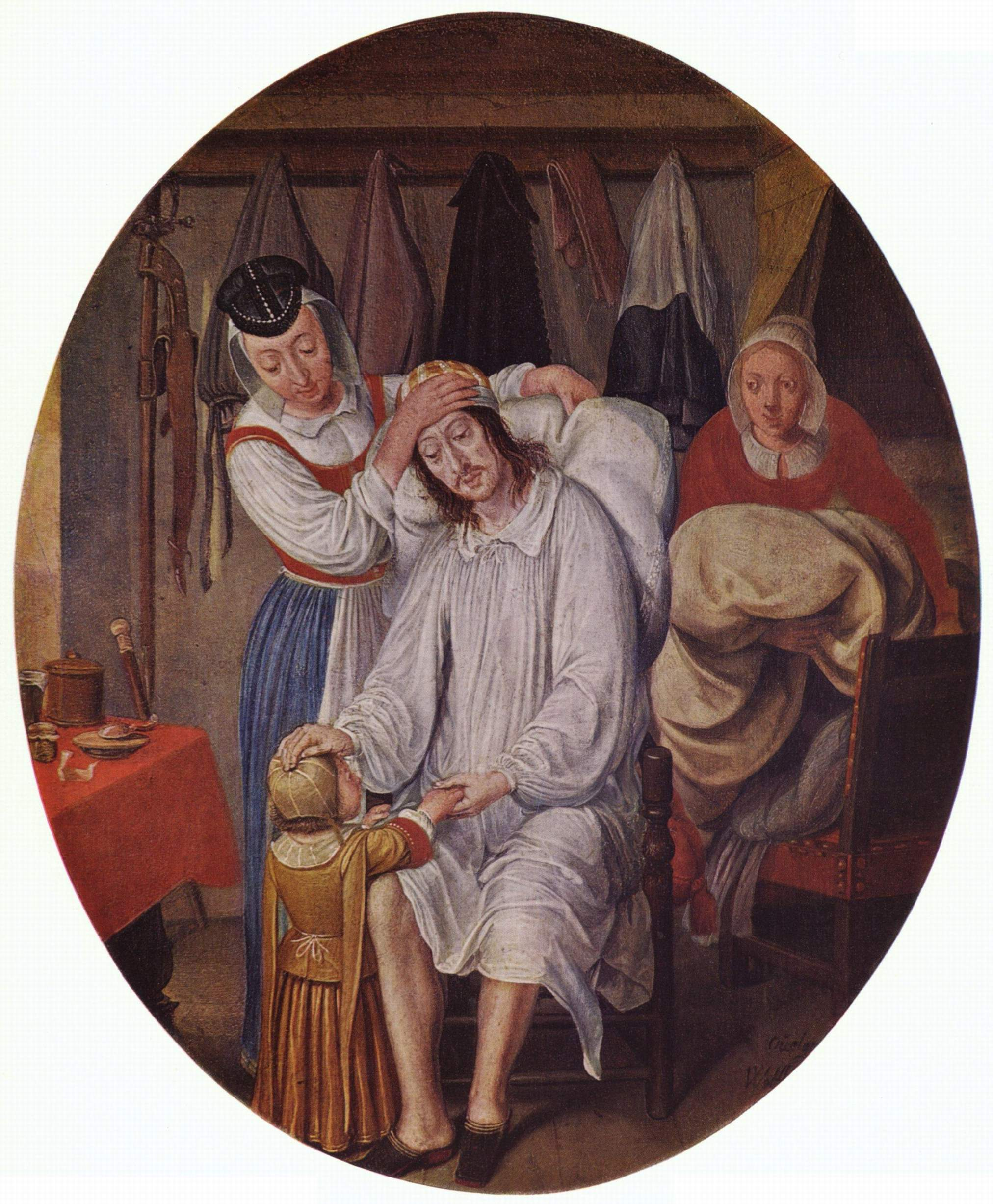
"A los enfermos" (Der Kranke) óleo sobre cobre de Wolfgang Heimbach (1669).

### Según criterio de importancia
- Principal
- Secundarios

### Según tipo de afectación
- Físico
- Psíquico
- Social

### Según duración
- Agudo (generalmente dura menos de 3 meses)
- Subagudo (entre 3 y 6 meses)
- Crónico (el que dura más de 6 meses)

### Según presentación
- Nuevo: la primera presentación de un problema, incluyendo la primera presentación de una recurrencia de un problema resuelto anteriormente, pero excluyendo la presentación de un primer problema evaluado por otro profesional de la salud.

- Conocido: un problema previamente evaluado que requiere un cuidado permanente. Incluye el seguimiento de un problema, o una presentación inicial de un problema previamente evaluada por otro proveedor.[5]

## Enunciados de los problemas de salud

### Correctos
- Enfermedad diagnosticada (ej: hepatitis B)
- Síndrome médicamente definido	(ej: insuficiencia cardíaca)
- Síntoma (ej: dolor precordial)
- Signo	(ej: bradicardia)
- Dato complementario anormal (ej: alargamiento del PQ)
- Alergia o reacción adversa a un fármaco (ej: alergia a sulfamidas)
- Intervención quirúrgica (ej: gastrectomía)
- Efectos de un traumatismo (ej: herida incisa en mano derecha)
- Factor de riesgo (ej: promiscuidad sexual)
- Alteración familiar, social o laboral	(ej: desempleo)
- Trastorno psíquico o psicológico (ej: dificultad de aprendizaje escolar)
- Actividad (ej: vacunación)
- Deficiencia, incapacidad o minusvalía	(ej: incontinencia fecal)

### Incorrectos
- Diagnóstico probable (ej: probable tuberculosis)
- Algo a descartar (ej: descartar sífilis)
- Sospecha (ej: sospecha de hepatitis)
- Término vago (ej: en estudio)
- Término incorrecto (ej: proceso respiratorio)